# Attentat de 2023 à Ankara
Pour les articles homonymes, voir Attentat d'Ankara.
L'attentat de 2023 à Ankara est un attentat-suicide ayant eu lieu le 1er octobre 2023 dans la capitale turque Ankara liée au conflit kurde en Turquie, qui fait deux morts — les deux terroristes impliqués dans l'attaque — et deux blessés — deux policiers pris pour cible,.

## Déroulement
L'attentat se déroule non loin du Parlement turc, d'où l'explosion s'est fait entendre, et vise la Direction Générale de la Sûreté.
Les deux terroristes ont utilisé la voiture d'un vétérinaire qu'ils avaient précédemment assassiné à Develi, dans la province de Kayseri.

## Revendication
L'attentat est revendiqué par le Parti des travailleurs du Kurdistan.

## Réactions
En réaction, la Turquie lance des frappes aériennes dans la région autonome du Kurdistan irakien,,,.
67 personnes sont arrêtées à travers le pays pour leur suspicion de lien avec les organisateurs de l'attentat.